# Asco de vida
Asco de vida (ADV) es un sitio web donde los usuarios cuentan anécdotas o situaciones de su vida que les han fastidiado el día, también llamadas "ADV", fue creada en el 23 de abril de 2009, un año después de que debutara VDM, por Álex Tomás y Rubén Lotina.
En cada una de las entradas, los lectores, sin necesidad de registro, pueden enviar sus aportaciones y también votar y comentar (esto último registrándose) los "ADV". El sitio ha ido aumentando en popularidad, alcanzando ser, en septiembre de 2010, la 192ª web con más visitas en España; según los creadores la página tenía 200.000 visitas diarias en el año 2010. Desde entonces, se ha ido agotando, como se refleja en el menor número de comentarios y de votaciones a cada entrada de las que se sospecha que son puestas por los dueños de la página tratando de generar tráfico.

## Categorías
Los ADV versan sobre diversos temas, así que se han creado categorías para que a la gente le sea más fácil clasificar los ADV enviados y encontrar los que más le divierten. Estas categorías son "Amistad", "Amor", "Dinero", "Estudios", "Familia", "Salud", "Picante", "Trabajo", "Así va España"(ave) y "Varios".

## Top ADV
En esta sección se colocan los ADV más votados, y que más gustaron en su momento. La sección ofrece la posibilidad de visualizar el "Top ADV del día", "Top ADV de la semana", "Top ADV del mes" y "Los mejores ADV de todos los tiempos".

## Moderar
Aquí los lectores de Asco de Vida deciden qué ADV merece ser publicado o no. Además, en esta categoría hay un actualizador de estados de Facebook, donde la gente que modera puede conocerse y actualizar su estado en Facebook desde la propia página.